# Ermita de Fuentidueñas
La ermita de Fuentidueñas o convento de Fuentidueñas es un edificio histórico en ruinas ubicado en el municipio español de Plasencia, en la provincia de Cáceres.
Construido originalmente como un templo romano, en torno al año 1300 fue reconstruido y ampliado como un convento, vinculado primero a la Orden del Temple y más tarde a la Orden del Císter. Posteriormente fue usado entre los siglos XV y XVIII como una ermita. Sus ruinas, visibles junto a la carretera N-630 cerca de la entrada al actual polígono industrial de Plasencia, han pasado a utilizarse como granero y establo.

## Localización
Se ubica junto a la entrada a la ciudad por la carretera nacional N-630, desde la cual son visibles las ruinas. Se ubica en una zona rústica en la cual los únicos edificios próximos son un matadero y un helipuerto. A través de la N-630, el edificio dista 5 km del puente de Trujillo, entrada al casco antiguo de la ciudad desde el sur; sin embargo, entre el puente y la ermita se ha ido desarrollando el polígono industrial de Plasencia, que ha dejado la ermita escasos setecientos metros del actual límite urbano.
Tanto la ermita como el polígono industrial se ubican en un pequeño valle que es continuación natural del valle del Jerte. El valle de Fuentidueñas está delimitado al oeste por la sierra del Merengue (la más meridional de los montes de Traslasierra) y al este por la sierra de Santa Bárbara (prolongación de la sierra de San Berbabé). A lo largo de este valle, el arroyo de Fuentidueñas, que nace en las proximidades de esta ermita, recorre el polígono industrial en sentido contrario al curso alto del río Jerte, en el cual desemboca en el parque del Cachón, donde el Jerte desvía su trayectoria hacia el noroeste, buscando la salida a través de un hueco en la sierra hacia Carcaboso. Junto a las ruinas de la ermita fluye el arroyo de la Umbría, afluente del arroyo de Fuentidueñas con el cual fluye paralelo hasta desembocar en el Centro Sociosanitario, donde el arroyo de Fuentidueñas comienza a encauzarse en una atarjea con paseo fluvial.

## Historia

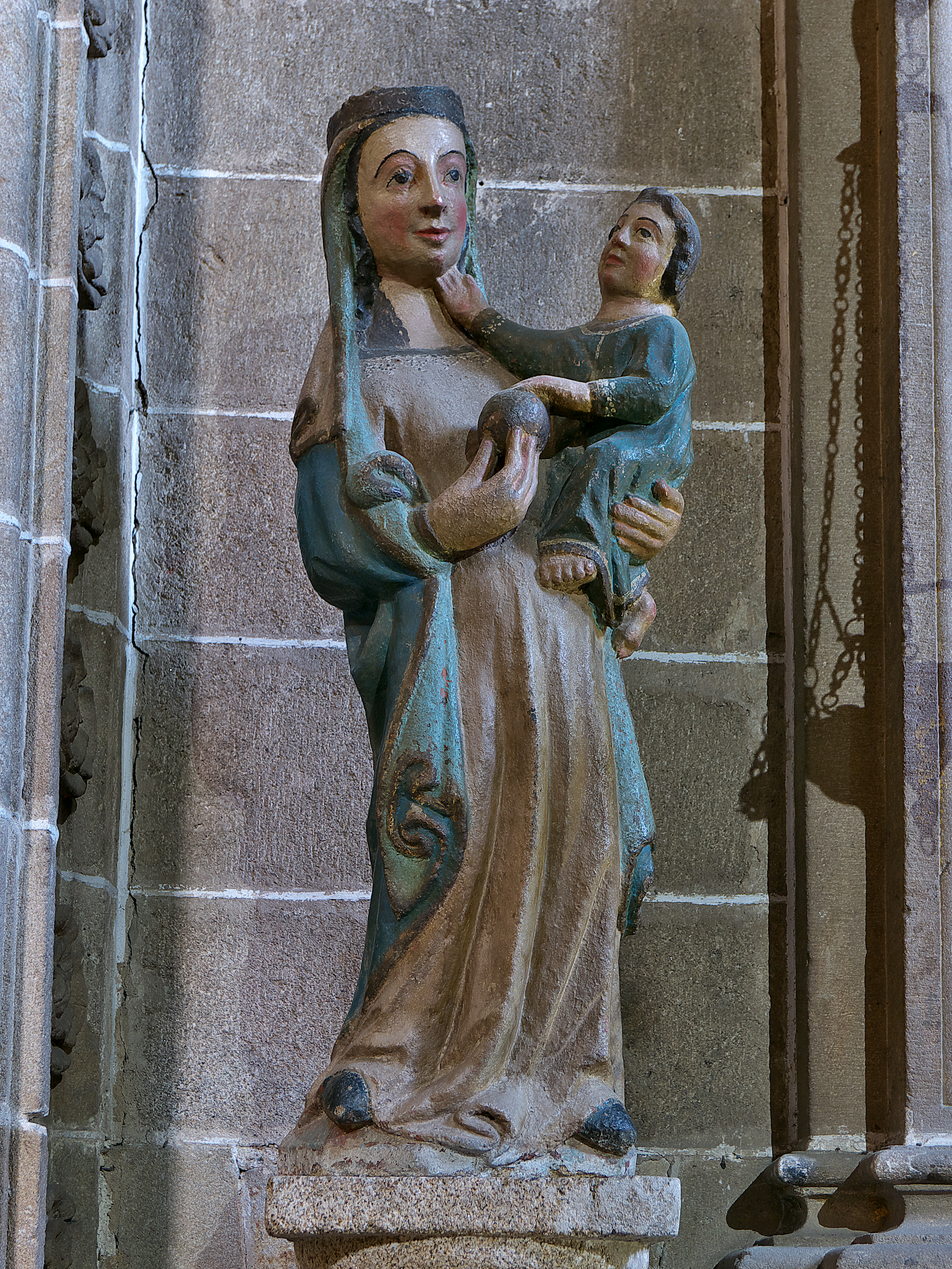
La imagen de la Virgen de Fuentidueñas, del siglo XIII, en su actual ubicación en la iglesia de San Nicolás.

Según una teoría, principalmente difundida en 1924 por el arqueólogo José Ramón Mélida, este edificio fue probablemente en su origen un templo romano. En la construcción actual hay elementos que parecen haber sido reutilizados de aquella época, como sillares almohadillados, y en la zona se han hallado dos restos epigráficos, uno de los cuales señala un uso votivo y el otro un uso probablemente funerario. Desde el punto de vista etimológico, el nombre "Fuentidueñas" (del latín Fontis Domina, aproximadamente "Nuestra Señora de la Fuente") podría ser el resultado de la cristianización de un ninfeo. La fuente a la que hace referencia el nombre se ubicaba al noroeste de la ermita y está actualmente cegada. En crónicas medievales sobre el origen de la ermita, se menciona como un antiguo templo dedicado a Cibeles. La forma del templo era probablemente la de un edículo, similar al del conocido templo romano de Piedras Labradas del vecino municipio de Jarilla; sin embargo, en textos anteriores a los análisis de Mélida, Ceán Bermúdez señalaba que podría tener origen en algún tipo de sarcófago y Vicente Paredes lo planteaba como un sacelio de dos cuerpos.
En torno al año 1300, sobre la construcción preexistente, se edificó un convento de estilo protogótico bajo la dirección del maestro cantero Pedro Enrique, quien dejó una inscripción en el arco ojival de la portada. Según declaró el obispo placentino Domingo II en el concilio de Salamanca de 1310, el convento estaba vinculado en sus orígenes a la Orden del Temple. A lo largo del siglo XIV, este convento estuvo habitado por las monjas cistercienses que en el siglo anterior habían vivido a las afueras de la ciudad en el convento de San Marcos, pero en la primera mitad del siglo XV el edificio fue abandonado por las monjas. Tras la salida de las monjas, en principio se hicieron cargo del edificio monjes de la misma Orden del Císter, procedentes del monasterio de Valparaíso, pero en poco tiempo el convento quedó definitivamente abandonado y pasó a ser una simple ermita.
Durante la crisis política que sufrió la Corona de Castilla en el siglo XV, la ciudad perdió en 1442 su estatus de realengo y pasó a la jurisdicción de la Casa de Zúñiga. Debido a la situación apartada de esta ermita, en 1488 se reunieron aquí los nobles partidarios de la restauración del realengo placentino, dirigiéndose desde la ermita hacia la ciudad, que asaltaron rompiendo la puerta de Trujillo, logrando expulsar del poder a los Zúñiga.
En un texto de 1627, se menciona la existencia de dos usos religiosos en la ermita por parte de cofradías placentinas. La cofradía de Nuestra Señora de Fuentidueñas era una de las más antiguas de Plasencia y tenía su sede en la parroquia de San Esteban; la imagen de la Virgen de Fuentidueñas, ubicada en el lado del Evangelio de dicho templo parroquial, se trasladaba anualmente a su ermita en una romería que tenía lugar el "Lunes de Albillo", ocho días después de Pascua, en una procesión que pasaba por la ermita de San Cristóbal. Al estar la Virgen de Fuentidueñas en la ciudad, presidía la ermita la imagen de Santa Escolástica, en torno a la cual crearon una cofradía los mozos del coro catedralicio, quienes llevaban la imagen en procesión hasta la ciudad cuando había que hacer rogativas contra la sequía. Este último vínculo especial de la ermita con quienes trabajaban en la catedral aparece ya en un texto de 1544, en el que se autoriza a los capellanes a decir misa en esta ermita sin necesitar autorización del cabildo catedralicio. A este lugar también acudían para las rogativas contra la sequía los vecinos de Malpartida de Plasencia, aunque no llegaban hasta la ermita sino hasta un cerro cercano, donde rezaban un rosario; estas rogativas de Malpartida tenían gran afluencia de fieles, ya que tras el rosario se organizaba una comida en el vecino paraje de San Esteban.
Se desconoce cómo y cuándo quedó abandonada la ermita; sin embargo, los habitantes de la ciudad no pudieron seguir usándola después de 1687, pues ese año la diócesis de Plasencia aprobó en un sínodo que no se celebrasen procesiones a ermitas ubicadas a más de media legua de las localidades de la cuales dependiesen, salvo en casos de urgentísima necesidad. Sin embargo, según el Interrogatorio de la Real Audiencia de Extremadura de 1791, la ermita seguía teniendo ermitaño, conservando el culto gracias a los habitantes de Malpartida de Plasencia, que establecieron aquí una romería, y al mecenazgo del Marquesado de San Andrés; pese a ello, el mismo documento de 1791 criticaba al ermitaño por utilizar su vivienda como refugio para ladrones, contrabandistas y amancebados, lo que implica que ya en esa época tenía un uso religioso muy escaso.

## Descripción
El edificio que ha llegado al siglo XXI tiene una planta rectangular de la que sobresale un pequeño ábside, estando la estructura sostenida por varios contrafuertes. La ermita está cubierta con un tejado a dos aguas, parcialmente caído. Pese a su aspecto de construcción agraria deteriorada, desde la carretera todavía puede identificarse como un edificio histórico gracias a las dos portadas de su lateral septentrional, una pequeña con arco ojival y otra más grande con arco de medio punto. Los paramentos del sector más occidental del edificio se distinguen por el uso de la sillería.
Según el arqueólogo José Ramón Mélida, la parte de sillería del edificio era el antiguo templo romano, al que se añadió la ermita en la reconstrucción medieval. En 1924, Mélida describió en los siguientes términos cómo se hallaba el templo romano en su época:

[…]Es una construcción [de planta] cuadrada, de sillería granítica, de 9,65 m por 9,60 m, y de 6,60 m de altura apreciable, pues falta la terminación y cornisa y la tierra cubre hoy sin duda buena parte del zócalo. Lo que de este se ve, conserva por su parte superior su moldura por donde es apreciable la salida del mismo, que es de 0,30. Conserva al exterior visibles tres lados y el del oriente queda oculto por haber adicionado por esa parte a la construcción antigua la de la ermita, habiendo abierto o ensanchado en tal punto una puerta, que acaso fuese la primitiva del templo romano. La que hoy tiene al exterior está de cara al norte y se perfila en arco de medio punto; pero por el despiezo de sus dovelas, buscando las hiladas horizontales, nos parece moderno.
Son asimismo de época posterior a la romana las perforaciones a modo de ventanitas practicadas en el muro de occidente y las altas del sur toscamente hechas. Pero en este mismo muro, en línea baja, sobre la del zócalo y ocupando la altura de dos hiladas hay una serie de ocho huecos aspillerados, repartidos en dos grupos de cuatro, y aspillerados de fuera a dentro, de modo que las divisorias de ellos son al exterior vivas aristas verticales y por el interior son estrechas ranuras, dispuestas para procurar alguna luz al recinto. […]
El recinto […] mide en su interior 8,55 m por 7,80 m. Sus muros, de mampostería, por el interior no conservan restos ni señales de su primitiva fisionomía. Presumimos como indicado queda que debió tener su entrada y acaso su pórtico por el oriente, donde debió mostrar su frontón, y estar cubierto a dos vertientes.[…]
José Ramón Mélida, arqueólogo (1856-1933)

## Estado actual
El edificio ha quedado destinado a granero y establo tras su desacralización y actualmente se halla en un estado de conservación regular dentro de una finca privada. Está protegido como monumento de relevancia local por el Plan General Municipal de Plasencia, con un nivel de protección urbanística integral.
No existe un plan claro para el futuro de este edificio, más allá de su conservación con fines arqueológicos. En 2006, en el contexto de una grave burbuja inmobiliaria, se intentó ampliar el polígono industrial de Plasencia con doscientas nuevas naves a lo largo de la N-630 hasta el matadero que hay junto a la ermita; este plan incluía la construcción de un hotel rodeado de zonas verdes junto a las ruinas, pero fracasó por el estallido de la burbuja. En la década de 2010, como consecuencia de la saturación que sufre el vecino cementerio de Santa Teresa, se ha propuesto construir un nuevo cementerio en torno a la ermita de Fuentidueñas, habiéndose reservado suelo para ello en el Plan General Municipal; sin embargo, esto solamente es una reserva por si fuera necesario y no una decisión de construir aquí.
En cuanto a las imágenes históricas vinculadas con el edificio, la imagen de la Virgen de Fuentidueñas se conserva desde 1969 en la iglesia de San Nicolás. Esta imagen, tallada en granito y policromada, mide algo más de un metro de altura y está datada a finales del siglo XIII. La Virgen de Fuentidueñas es un ejemplo de Virgen con Niño en posición de Odighitria de estilo gótico, pero se encuentra deteriorada y ha perdido su policromía original. Por su parte, se sabe que la imagen de Santa Escolástica fue trasladada a la catedral, pero actualmente no hay datos sobre esta imagen.